# Exarcado de Georgia

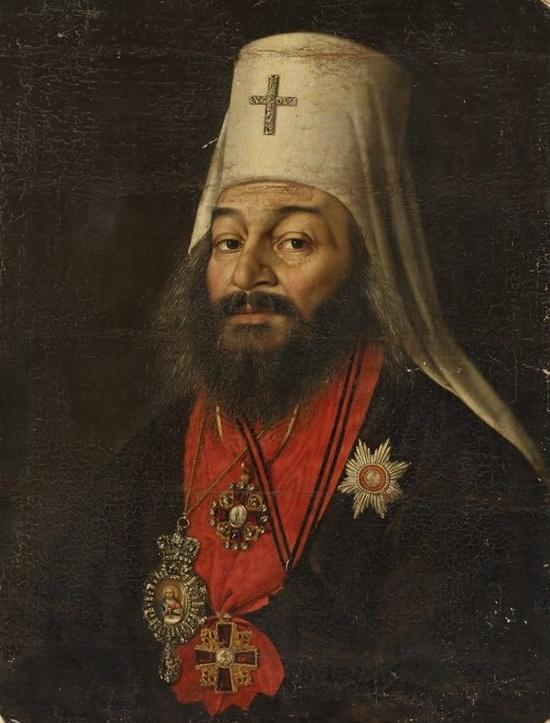
Metropolitano Varlaam (Eristavi), primer exarca de Georgia.

El exarcado de Georgia  o exarcado georgiano del Santísimo Sínodo Rector de la Iglesia ortodoxa rusa (en georgiano: საქართველოს საეგზარქოსო) fue una circunscripción eclesiástica de la Iglesia ortodoxa rusa creada en 1811 después de la anexión de Georgia a Rusia y que unió las diócesis de la antigua Iglesia ortodoxa georgiana autocéfala. Existió hasta marzo de 1917, cuando luego de la Revolución rusa se proclamó la autocefalia de la Iglesia georgiana. El concilio de la Iglesia ortodoxa de Georgia, celebrado en septiembre del mismo año en Tiflis, aprobó la autocefalia y eligió al obispo Kirion (Sadzaglishvili) como patriarca-catolicós de toda Georgia, por lo que el exarcado fue abolido y en su lugar fue creado el exarcado del Cáucaso. 

## Historia
Según el Tratado de Gueórguiyevsk firmado en 1783 y que puso al Reino de Kartli-Kajetia bajo protectorado ruso, el patriarca-catolicós de Georgia fue declarado miembro del Sínodo de la Iglesia ortodoxa rusa. Después de la anexión del Reino de Kartli-Kajetia al Imperio ruso en 1801, se produjeron algunas revueltas y se decidió atacar la identidad nacional georgiana, basada en el cristianismo, para evitar más revueltas. El zar quiso decidir sobre la reorganización de la Iglesia georgiana. El gobierno del imperio comenzó a perseguir al patriarca-catolicós Antonio II y el 3 de noviembre de 1810 se vio obligado a viajar a San Petersburgo. A Anton II no se le permitió regresar a Georgia y fue enviado exiliado a Yaroslavl. El zar Alejandro I de Rusia encargó al fiscal del Sínodo de la Iglesia rusa y al gobernador general de Georgia, Aleksander Tormásov, que resolvieran la cuestión de la jerarquía de la Iglesia georgiana. La Iglesia de Georgia se reorganizó, se abolió la autocefalia de la Iglesia y se estableció como exarcado de la Iglesia rusa. El 30 de junio de 1811 el catolicós Antonio II, que tenía el estatus de miembro permanente del Santo Sínodo Ruso, fue destituido de la dirección de los asuntos espirituales de Georgia, y al mismo tiempo se abolió el título de catolicós. 
Se ordenó que el jefe del clero georgiano se llamara metropolitano de Mtsjeta y Kartli con el título de miembro del Santo Sínodo y exarca de Georgia. Inicialmente, el sínodo ruso tenía la intención de mantener la división administrativa existente en Georgia en 13 eparquías, pero finalmente se decidió erigir dos administraciones más grandes y liquidar las existentes. El número de diócesis fue reducido a dos: Mtsjeta y Kartli, y Alaverdí y Kajetia. Junto al exarca formaron el dicasterio que ejercía el control espiritual, hasta que en 1814 fue reemplazado por la oficina sinodal del exarcado de Georgia-Imericia. La propiedad de la Iglesia fue transferida al tesoro. El culto en georgiano quedó restringido a las ciudades y comenzó un fuerte proceso de rusificación de la Iglesia. El obispo georgiano Varlam fue nombrado exarca, pero después de él solo los rusos étnicos fueron designados para ese puesto. El exarcado georgiano cambió el idioma litúrgico del georgiano tradicional al eslavo eclesiástico usado por la Iglesia rusa.
El catolicosado de Abjasia fue abolido el 17 de octubre de 1814. El 28 de diciembre de 1818 el exarcado fue reorganizado entre la archieparquía de Kartli-Kajetia (su metropolitano era el exarca de Georgia, que comenzó a llamarse arzobispo de Kartli y Kajetia), la eparquía de Imericia (que reunió a las 4 diócesis del abolido catolicosado de Abjasia: Kutaisi, Gelati, Joni, Ninotsminda) y la eparquía de Mingrelia (Samegrelo en georgiano).
En junio de 1819 el exarca de Georgia, metropolitano Teofilacto, envió empleados de la oficina sinodal a Imericia que comenzaron a cerrar iglesias y expulsar sacerdotes. Esto provocó disturbios populares, que las autoridades lograron reprimir solo a fines del verano de 1820. Muchos participantes en los disturbios fueron asesinados, heridos y arrestados, casi todas las fortalezas fueron destruidas en Imericia, Racha y Guria, y cientos de casas fueron quemadas.
El 4 de abril de 1842 se establecieron las diócesis del Cáucaso y el Mar Negro. En 1846 el exarcado tenía 4 diócesis: la archieparquía de Kartli-Kajetia y las eparquías de Imericia, Guria y Mingrelia. El 15 de abril de 1851 fue creada la eparquía de Abjasia, pero fue abolida en 1869 e incorporada a la eparquía de Imericia. En 1873 la eparquía de Imericia se une a la eparquía de Samegrelo y Svaneti.
El 12 de julio de 1885 se aprobó una nueva división en las diócesis del Cáucaso, por lo que el exarcado constaba de 5 diócesis:
- La eparquía de Georgia, que comprendía 12 monasterios y 485 iglesias parroquiales en las provincias de Tiflis, Bakú, Elizavetpol y Ereván y las regiones de Kars, Daguestán y Transcaspio. Fue gobernada por el exarca de Georgia, que tuvo su sede en Tiflis. Bajo el exarca había dos vicarios, obispos de Gori y Alaverdí.
- La eparquía de Vladikavkaz estaba formada por 2 monasterios y 122 iglesias de la región de Tersk y en Osetia del Norte.
- La eparquía de Imericia tenía 8 monasterios y 478 iglesias de Imericia, es decir, los distritos de Kutaisi, Shorapansky y Rachinsky de la provincia de Kutaisi, departamento en Kutaisi.
- La eparquía de Novosenak, o Guria-Mingrelia, se formó a partir de 5 monasterios y 407 iglesias de Mingrelia y Guria, es decir, los distritos de Lechjum, Senak, Zugdid y Ozurgeti y los distritos de Batumi y la provincia de Artvin Kutaisi, con catedral en Novosenaki.
- Se formó la eparquía de Sujumi con catedral en Sujumi en lugar de la antigua diócesis de Abjasia. Incluía un monasterio y 46 iglesias del distrito de Sujumi, así como parte (9 iglesias) del distrito del Mar Negro, con las ciudades de Novorossiysk y Anapa y las aldeas de Velyaminovsky, Gelendzhik, Dzhubsky, Vulansky y Adler, Dakhovsky (Sochi) y el pueblo de Veselaya.

El 10 de septiembre de 1894 la eparquía de Vladikavkaz fue separada del exarcado de Georgia.
Desde 1864, bajo el exarcado, se publicó la revista mensual Georgian Spiritual Bulletin.
En el exarcado de Georgia había 1 seminario en Tiflis y 6 escuelas religiosas. La composición del clero del exarcado de Georgia en 1884 era de: 28 arciprestes, 660 sacerdotes, 144 diáconos y 735 clérigos, 160 monjes, 109 novicios, 29 monjas, 135 novicias.
Desde finales del siglo XIX el movimiento para la restauración de la autocefalía georgiana comenzó a ganar fuerza, y fue apoyado tanto por el clero como por destacados laicos.
A principios del siglo XX el exarcado consistía en territorios civiles en 6 provincias rusas: Tiflis, Bakú, Ereván, Elizavetpol, Kutaisi, Mar Negro; 1ª región -Kara y 1º distrito- Zakatala; eclesiásticamente dividido en 4 diócesis, la mayor de las cuales era la diócesis de Georgia, que incluía, entre otras, Kars, Ereván, Elizavetpol, Lankaran, Bakú, Yalama.
Tras la caída de la monarquía rusa, el descontento del clero georgiano con la política sinodal rusa tomó la forma de un movimiento autocéfalista y antirruso. Los obispos rusos en unos meses se vieron obligados a abandonar sus sedes.
El 12 (25) de marzo de 1917, la catedral de Mtsjeta proclamó la autocefalía de la Iglesia de Georgia y el restablecimiento del patriarca-catolicós. La Iglesia ortodoxa rusa, sin reconocer a la Iglesia de Georgia, abolió el exarcado de Georgia el 6 de octubre de 1917, reemplazándolo por el exarcado del Cáucaso, pero no recuperó el control sobre las administraciones ortodoxas en Georgia ya que las autoridades georgianas lo consideraron ilegítimo. La autocefalía fue finalmente reconocida por el patriarcado de Moscú el 31 de octubre de 1943 siguiendo órdenes del georgiano Stalin.

## Episcopologio
Exarcado georgiano
- Metropolitano Varlaam (Eristavi) (1811-1817)
- Metropolitano Teofilacto (Rusanov) (1817-1821)
- Metropolitano Jonás (Vasilevski) (1821-1832)
- Arzobispo Moisés (Bogdanov-Platonov) (1832-1834)
- Arzobispo Eugenio (Bazhenov) (1834-1844)
- Arzobispo Isidoro (Nikolsky) (1844-1858)
- Arzobispo Eusebio (Ilyinsky) (1858-1877)
- Arzobispo Ioanniky (Rúdnev) (1877-1882)
- Arzobispo Pablo (Lebedev) (1882-1887)
- Arzobispo Palladiy (Raev) (1887-1892)
- Arzobispo Vladimir (Reyes) (1892-1898)
- Arzobispo Flaviano (Gorodetsky) (21 de febrero de 1898-10 de noviembre de 1901)
- Arzobispo Alexis (Opotsky) (10 de noviembre de 1901-1 de julio de 1905)
- Arzobispo Nicolás (Nalimov) (1 de julio de 1905-9 de junio de 1906)
- Arzobispo Nikón (Sophia) (9 de junio de 1906-asesinado el 28 de mayo de 1908)
- Arzobispo Inocencio (Belyaev) (7 de diciembre de 1909-† 9 de septiembre de 1913)
- Arzobispo Alexis (Molchanov) (4 de octubre de 1913-† 20 de mayo de 1914)
- Arzobispo Pitirim (Oknov) (26 de junio de 1914-23 de noviembre de 1915)
- Arzobispo Platón (Rozhdestvensky) (5 de diciembre de 1915-13 de agosto de 1917)

Exarcado caucásico
- Arzobispo Platón (Rozhdestvensky) (13 de agosto de 1917-22 de febrero de 1918)
- Metropolitano Kirill (Smirnov) (1 de abril de 1918-abril de 1920)